# Iphitroxena
Iphitroxena is een geslacht van kevers uit de familie bladkevers (Chrysomelidae).
De wetenschappelijke naam van het geslacht werd in 1997 gepubliceerd door Bechyne.

## Soorten
- Iphitroxena multicolor Bechyne, 1997